# Hanlim Multi Art School
Hanlim Multi Art School (en hangul, 한림연예예술고등학교; literalmente, «Escuela de Artes Hanlim») es una escuela de educación secundaria localizada en Songpa-gu, Seúl. Es conocida por admitir a celebridades.

## Historia
La escuela fue fundada el 3 de marzo de 1960, con Lee Hyun-man como director, con el propósito de capacitar a los estudiantes en las artes y el entretenimiento.

## Departamentos
- Departamento de Radiodifusión y Entretenimiento[2]
- Departamento de Teatro Musical[3]
- Departamento de Danza[4]
- Departamento de Música[5]
- Departamento de Moda[6]
- Departamento de Producción Cinematográfica[7]